# Associació Es Canonge de Santa Cirga
Associació Es Canonge de Santa Cirga és una associació cultural de Manacor fundada el 1998 i pren el nom de la propietat on va créixer Antoni Maria Alcover, Santa Cirga. Rebé un dels Premis 31 de desembre de 2002. El president fou Mateu Llodrà.